# Ivan Filipović

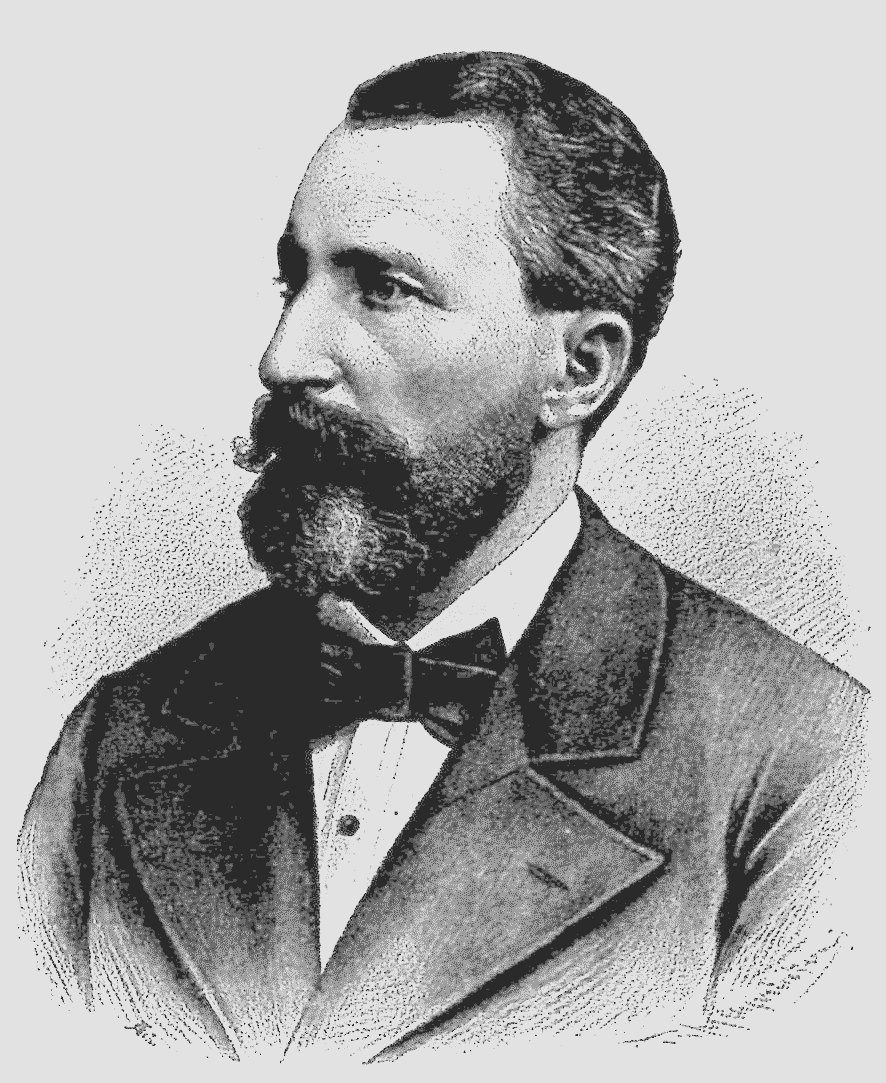
Ivan Filipović (von Th. Mayerhofer, Dom i Sviet, 1. September 1892)

Ivan Filipović (* 24. April 1823 in Velika Kopanica (Groß Kopanitz); † 28. Oktober 1895 in Agram) war ein kroatischer Lehrer und Schriftsteller.

## Werke
- Neues Wörterbuch der kroatischen und deutschen Sprache – Novi rječnik hrvatskoga i njemačkoga jezika.
  - I. Deutsch-kroatischer Theil (in 2 Bänden), Agram/Zagreb 1869–1870
  - II. Kroatisch-deutscher Theil (in 2 Bänden), Agram/Zagreb 1875, 2132 S.
- Schul- und Reise-Taschen-Wörterbuch der kroatischen u. deutschen Sprache
  - I. Deutsch-kroatischer Theil
  - II. Kroatisch-deutscher Theil, Agram 1878, 488 S.